# Eurybia
Eurybia (gr. Εὐρυβία Eurybía, Εὐρυβίη Eurybíē, łac. Eurybia) – w mitologii greckiej bogini morskiej siły, wpływającej m.in. na sezonową pogodę.
Uchodziła za córkę Pontosa i Gai. Jej mężem był tytan Krios, z którym zrodziła Astrajosa, Persesa i Pallasa.